# Microcyba vancotthemi
Microcyba vancotthemi is een spinnensoort in de taxonomische indeling van de hangmatspinnen (Linyphiidae).
Het dier behoort tot het geslacht Microcyba. De wetenschappelijke naam van de soort werd voor het eerst geldig gepubliceerd in 1977 door Robert Bosmans.